# Sharper Image
Sharper Image, aussi appelée The Sharper Image, est une marque américaine proposant aux consommateurs électroménager, purificateurs d'air, cadeaux et autres produits de style de vie via son site Web, son catalogue et des détaillants tiers. Depuis 2016, la marque appartient au groupe ThreeSixty, avec le catalogue et le site Web américains détenus et exploités par Camelot Venture Group, basé au Michigan.
La marque est en activité depuis son relancement en 2010. Le premier détaillant de produits de consommation portant ce nom a été fondé par Richard Thalheimer et est entré en activité de 1977 jusqu'à sa fermeture en 2008. L'entreprise vendait alors des marchandises dans des dizaines de commerces de détail à travers les États-Unis, un catalogue mensuel et son site Web, ainsi que des équipes de vente interentreprises qui commercialisaient des produits pour des programmes d'incitation d'entreprise et en gros auprès des détaillants.
En 2016, ThreeSixty Group, Inc. fait l'acquisition de Sharper Image auprès d'Iconix Brand Group, Inc.

## Histoire
The Sharper Image est fondée en 1977 par Richard Thalheimer, arkansasais issu de Yale, et repose alors sur la vente de montres de jogging par catalogue.

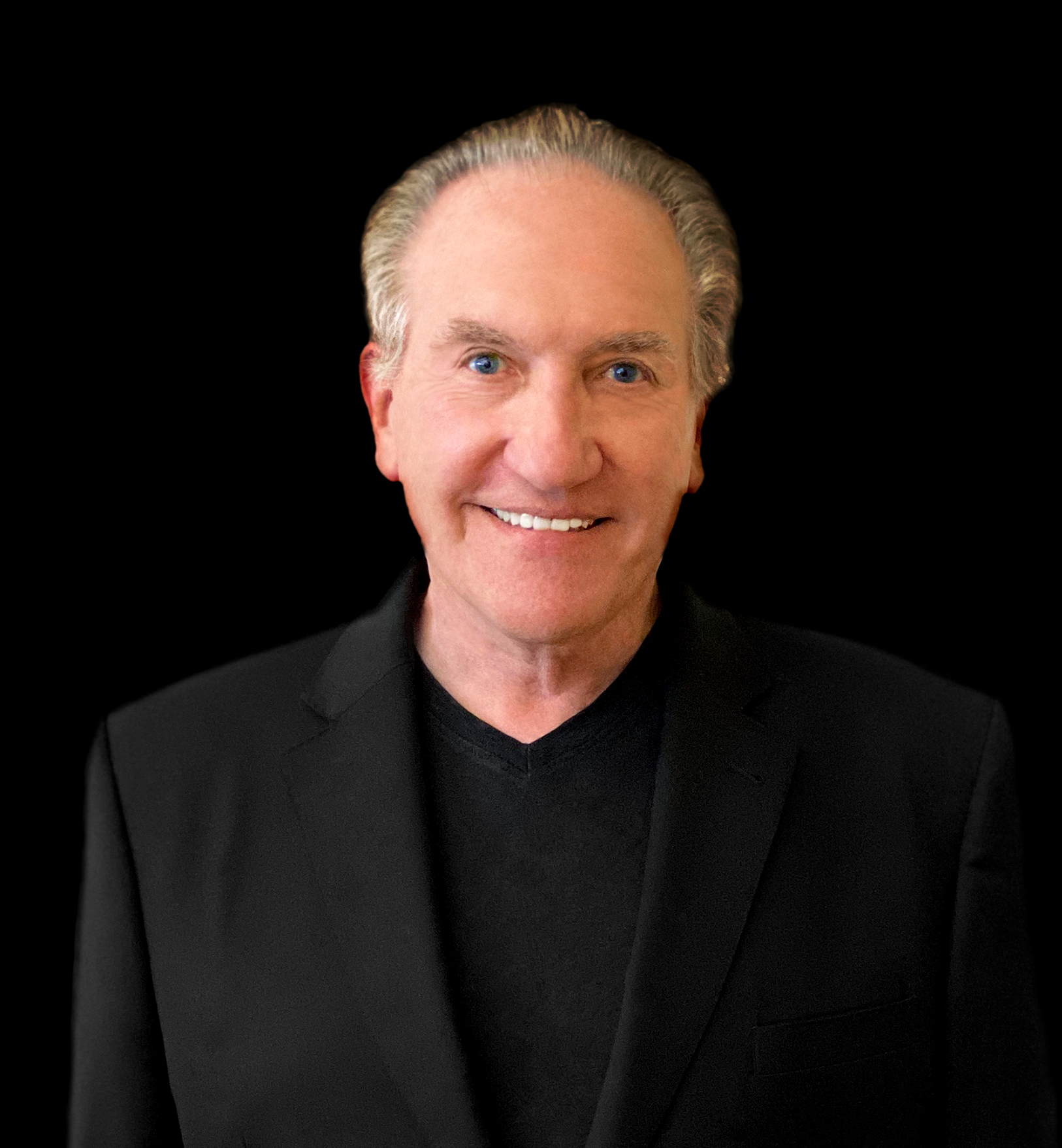
Richard Thalheimer, fondateur de l'entreprise. Ici en 2020.

Par la suite, via son catalogue, The Sharper Image élargi sa gamme de produits pour inclure des objets futuristes haut de gamme, des jeux de laser pour adultes ou des fauteuils de massage. Avec un siège social situé à Walnut Creek en Californie, Sharper Image parvient à s'étendre à 187 commerces de détail dans 38 États. 

### Faillite
Un litige impliquant ses purificateurs d'air Ionic Breeze terni l'image de la marque. La société poursuit le magazine Consumer Reports pour des notes d'échec des purificateurs ioniques. À son tour, l'entreprise est poursuivie en justice par ses clients pour purification de l'air inefficace.
En 2006, un changement au sein du conseil d'administration de la société à lieu et Thalheimer est limogé de son poste de PDG. Le fondateur est remplacé par le président Jerry W. Levin. Peu de temps après, le 9 avril 2007, Steven A. Lightman devient président et directeur général.
Le cours de l'action Sharper Image atteint un niveau record de 29 cents par action le 20 février 2008. Le 25 février 2008, Sharper Image annonce avoir reçu une notification selon laquelle elle serait retirée de la bourse NASDAQ. La société dépose une demande de protection contre la faillite auprès du tribunal des faillites des États-Unis à Wilmington, dans le Delaware après quatre années de pertes de ventes et trois années consécutives à perte. Sharper Image déclare avoir 251,5 millions de dollars d'actifs et 199 millions de dollars de dettes au 31 janvier 2008, selon le dossier. Les liquidités disponibles s'élèvent à environ 700 000 $.Tous ses magasins de détail ferment fin de 2008.
Le 10 avril 2008, Levin démissionne de son poste de membre et de président du conseil d'administration de la société pour poursuivre sa participation avec d'autres investisseurs afin d'acquérir une partie ou la totalité des activités ou des actifs de la société. Les médias soulignent alors que les actions étaient passées d'environ 40 $ par action à environ 23 cents (une capitalisation boursière de 3,6 millions de dollars) au moment de son départ. Levin rejoint un groupe faisant une offre pour l'entreprise ; le groupe comprend les fonds spéculatifs Ramius Capital, qui ont contribué à l'entrée de Levin au conseil d'administration de l'entreprise, et le Clinton Group, qui annoncent une participation importante dans l'entreprise en décembre 2017.

### Post-faillite
Le 29 mai 2008, une coentreprise dirigée par des unités des sociétés d'investissement privées Hilco Consumer Capital, Infinity Lifestyle Brands, Gordon Brothers Group et Bluestar Alliance remporte une vente aux enchères de faillite pour acquérir les actifs de Sharper Image, en payant 49 millions de dollars plus une certaine récupération conditionnelle pour les actifs de la société. Le nom Sharper Image est ensuitree concédé sous licence et utilisé pour vendre des produits via les principaux détaillants tiers et le site Web de la marque. De nouveaux produits sont créés grâce à des partenariats avec d’autres entreprises.
En 2011, Iconix Brand Group achète la marque Sharper Image et prend le contrôle de toutes les relations de licence, tandis que Camelot Venture Group continue d'exploiter le catalogue et le site Web. En juin 2014, Camelot Venture Group acquiert les droits de la division américaine de vente directe aux consommateurs de la marque (catalogue et e-commerce) auprès d'Iconix Brand Group.

### Re-lancement
En décembre 2016, le groupe ThreeSixty, basé à Irvine en Californie, propriétaire de marques telles que FAO Schwarz et Vornado Air, achète tous les droits restants (y compris les droits mondiaux de fabrication, de distribution et de licence) à Iconix Brand Group pour 100 millions de dollars américain. En 2019, ThreeSixty Group relance Sharper Image avec de nouveaux logos, un nouveau style, de nouveaux slogans (dont Tomorrow's Tomorrow) et un assortiment de produits renouvelé.

## Procèsde Consumer Reports
En 2002, Consumer Reports a testé de nombreux purificateurs d'air à ventilateur aux côtés du Ionic Breeze Quadra de Sharper Image. Cette dernière n'étant pas satisfait des résultats, poursuit Consumer Reports afin d'obtenir ce qu'ils pensaient être un test plus équitable du produit. Toutefois, la plainte est rejetée, principalement en raison de la conclusion du tribunal selon laquelle la société « n'a pas démontré que le protocole de test utilisé par Consumers Union était scientifiquement, ou autrement, invalide » et n'avait pas « démontré une probabilité raisonnable que l'une des déclarations contestées soit fausse ». De plus, Sharper Image n'a pas pu « présenter de preuve permettant de conclure à une malveillance ».
Deux ans plus tard, Consumer Reports déclare que le Quadra pouvait être dangereux pour la santé des consommateurs en raison des traces d'ozone produites par l'appareil. En conséquence, les ventes ont chuté et les magasins Sharper Image ont repris toutes les unités contre un remboursement en espèces. La réponse de Sharper Image a été de travailler avec Engelhard Corporation et de créer un catalyseur d'ozone réduisant la quantité d'ozone en excès dans l'air purifié avant qu'il ne circule dans la pièce.